# 朱莉亞別墅
朱莉亞別墅（義大利語：Villa Giulia）是位於義大利首都羅馬的一座博物館，由教宗儒略三世在1551年至1553年期間修建，當時是教宗的別墅。現在朱莉亞別墅是国家伊特拉斯坎博物館，收藏有眾多珍貴的伊特魯里亞文明遺物。1870年時，別墅被意大利收為自己所有，並在20世紀初期改為博物館。

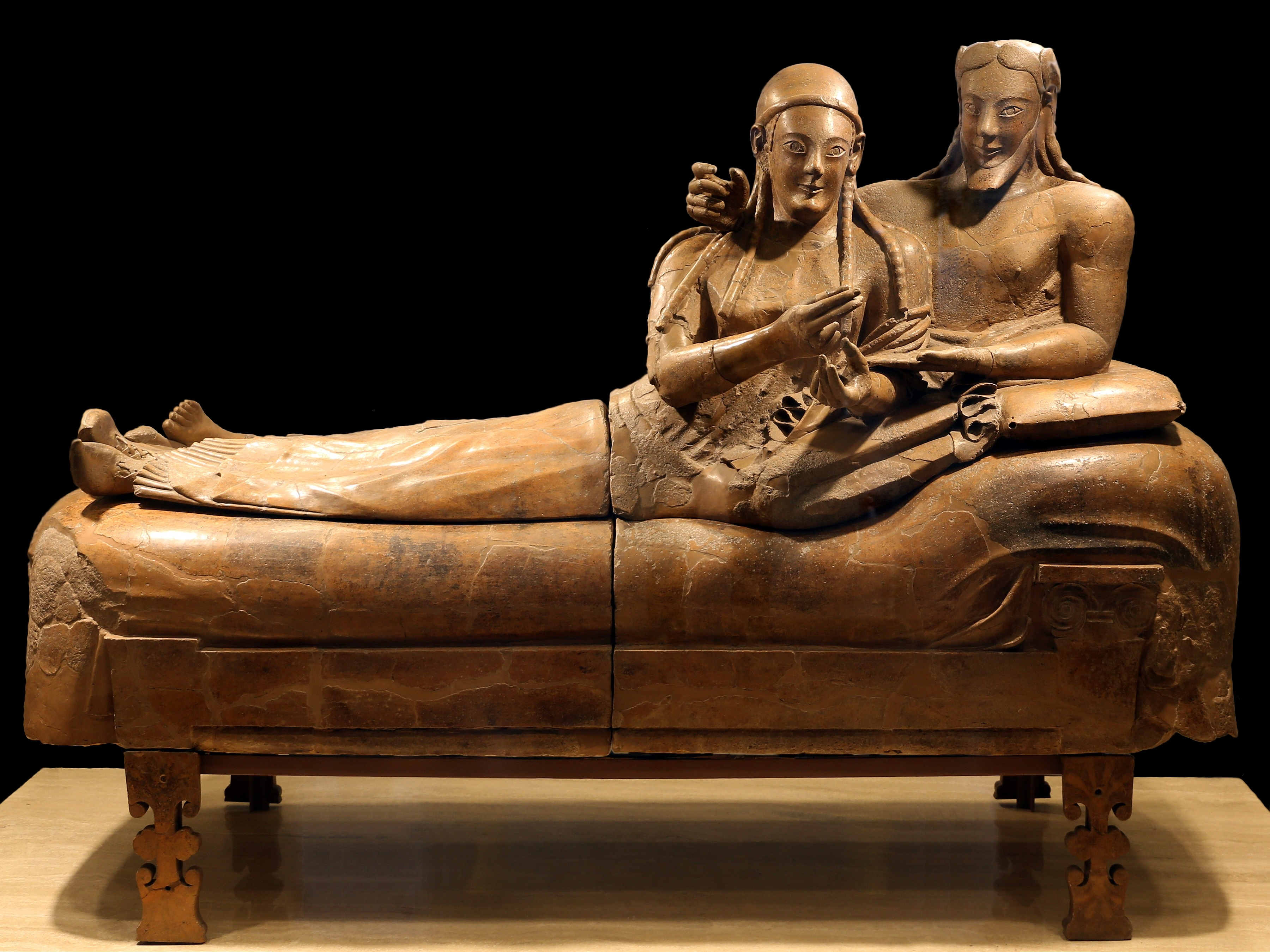
馆藏伊特鲁利亚石棺

## 外部連結
- Villa Giulia （页面存档备份，存于）
- Villa Giulia
- Villa Giulia plan
- Pictures from the museum （页面存档备份，存于）